# Alfredo Bea Gondar
José Alfredo Bea Gondar es un político gallego. 
Fue uno de los hombres fuertes de UCD en la provincia de Pontevedra, alcalde de El Grove durante la última etapa del franquismo. En las elecciones municipales de 1983 fue elegido alcalde de El Grove por Convergencia de Independientes de Galicia, pero se pasó poco después con todos los consejeros a Alianza Popular. Una moción de censura encabezada por Luis Caamaño Prol (elegido en las listas de AP pero que abandonó el cargo tras la entrada de Bea Gondar en la formación) lo alejó de la alcaldía en abril de 1985. Volvió a ser elegido alcalde de El Grove en 1991 como cabeza de lista da Agrupación Vecinal Independiente (AVI), pero no llegó a tomar posesión, después fue destituido el 20 de junio de 1991 tras ser encarcelado por su presunta relación con un alijo de cocaína. Fue condenado por un delito de blanqueo de dinero procedente del narcotráfico en 2005.
En 2018 denunció al periodista Nacho Carretero por supuesta vulneración de su derecho a la honra por ser citado, en base a documentación judicial, en el libro Fariña (Libros del KO, 2015). Recibiendo finalmente otra nueva condena, esta vez solo económica, no de cárcel, debiendo indemnizar tanto al periodista escritor como a la editorial con unos 16.000€
| Predecesor: José Lores González       | Alcalde de El Grove 1975 - 1979 | Sucesor: Xoaquín Álvarez Corbacho |
| Predecesor: José María Mourelos Muñiz | Alcalde de El Grove 1983 - 1985 | Sucesor: Luis Caamaño Prol        |